# Pink Geyser
Ne doit pas être confondu avec Pink Cone Geyser.
Pink Geyser est un geyser de type « fontaine » situé dans le Lower Geyser Basin dans le parc national de Yellowstone aux États-Unis.
Pink fait partie du Pink Cone Group, constitué, en plus de Pink, des geysers suivants : Bead Geyser, Box Spring, Dilemma Geyser, Labial Geyser, Narcissus Geyser et Pink Cone Geyser.
Ses éruptions durent environ 12 minutes, l'eau peut atteindre une hauteur de 6,1 m et elles se terminent par une phase de vapeur. L'intervalle entre deux éruptions est compris entre 2 et 12 heures, avec une moyenne d'environ 6,5 heures.
Pink a été nommé ainsi à cause de la couleur légèrement rose (en anglais : pink) de la geyserite autour de son orifice, due à la présence d'oxydes de fer et de manganèse. On trouve la même couleur sur d'autres geysers à proximité, tels que Pink Cone Geyser et Narcissus Geyser, ce qui indique une certaine communauté, mais ils ne semblent pas interagir entre eux.
Il est sensible à l'activité sismique. Avant le tremblement de terre de Borah Peak de 1983 (en), il n'entrait en éruption que deux fois par jour. L'intervalle entre deux éruptions s'est ensuite raccourci jusqu'à atteindre entre 5 et 7 heures. Le tremblement de terre de Denali de 2002 a réduit l'intervalle de plus belle.